# Lisa O'Neill
Lisa O'Neill (Ballyhaise, Irlanda, 1982) és una cantant i compositora irlandesa.

## Trajectòria
O'Neill es va traslladar a Dublín als 18 anys per estudiar música al Ballyfermot College. Un cop acabats els estudis va trevallar durant set anys al sector serveis en llocs com Eddie Rocket's i Bewley's de Grafton Street, mentres escrivia cançons. El seu primer àlbum, "Has An Album", es va publicar el 2009. El 2011, David Gray va convidar-la com a telonera en la seva gira pels Estats Units d'Amèrica i Canadà, i formant part de la seva banda de gira durant un temps. Els seus àlbums de 2013 i 2018 van ser nominats per als premis Choice Music de l'RTÉ.
El 2016, O'Neill va fer una aparició a l'àlbum debut del trio Yorkston/Thorne/Khan, "Everything Sacred". El 2017 va aparèixer a la pel·lícula Song of Granite, en la que va cantar la tradicional canço irlandesa "The Galway Shawl".
El 2021, la versió d'O'Neill de la cançó "All The Tired Horses" de Bob Dylan va arribar a un gran públic quan el seu contralto fosc va acompanyar el retorn del personatge de Tommy Shelby a l'episodi final de la sèrie Peaky Blinders.
El desembre de 2023, O'Neill va fer una interpretació del "Fairytale of New York" al costat dels The Pogues i Glen Hansard al funeral de Shane MacGowan celebrat a l'església catòlica de St Mary's of the Rosary a Nenagh, Irlanda. Va interpretar l'enregistrament original fet el 1987 pels difunts Kirsty MacColl i MacGowan.

## Premis i nominacions
- 2019. Guanyadora a la millor cançó de folk original amb "Rock the Machine" (del seu àlbum Heard a Long Gone Song) als RTÉ Radio 1 Folk Awards.[12]
- 2019. Nominació com a Cantant folk de l'any, com a Millor cançó tradicional, com a Millor cançó original i Millor àlbum als premis BBC Radio 2 Folk.[13]

## Discografia
Àlbums d'estudi
- 2009. Has an Album
- 2013. Same Cloth or Not
- 2016. Pothole in the Sky
- 2019. The Wren, the Wren (EP)
- 2018. Heard a Long Gone Song[15]
- 2023. All of This Is Chance